# 吴祖垲
吴祖垲（1914年3月1日—2014年1月16日），浙江嘉兴人，真空电子技术专家，中国工程院院士。
1995年，获选中国工程院信息与电子工程学部院士。